# Амадеус-квартет
Амадеус-квартет (англ. Amadeus Quartet) — британський струнний квартет, що існував протягом 1947—1987 років у складі: Норберт Брайнін — перша скрипка, Зігмунд Ніссель — друга скрипка, Петер Шидлоф — альт, Мартін Ловетт — віолончель.

## Передісторія створення квартету
Петер Шидлоф, Зігмунд Ніссель та Норберт Брайнін мешкали у Австрії і належали до австрійських євреїв. Коли Австрію приєднали до фашистської Німеччини, трійця стала втікачами через гоніння на євреїв, бо рятували власне життя від смерті. Так вони опинились у Британії. Трійця познайомилась у британському таборі для втікачів. По отриманні дозволу на життя у новій країні всі вони влаштувались на навчання до викладача Макса Ростала. Ростал сам був вимушеним емігрантом з Німеччини, тому дозволив трьом втікачам з Австрії займатися музикою у нього безкоштовно.

## Нова назва
1947 року і виник «Брайнін-квартет», а 10 січня 1948 року відбувся їх перший концерт. 1949 року вони взяли нову назву Амадеус-квартет на честь композитора Вольфганга Амадеуса Моцарта (Амадеус — одне з імен композитора, в перекладі Божа душа). Квартет проіснував майже сорок років і припинив існування за смертю Петера Шидлофа…

## Музична практика і визнання
Основу репертуару Амадеус-квартету становили твори віденських класиків і композиторів романтичної школи. Серед виконаних квартетом більш ніж 200 записів, зокрема, всі квартети В. А. Моцарта, Л. Бетховена і Й. Брамса. Рідше Амадеус-квартет звертався до сучасної музики, однак третій квартет Б. Бріттена був написаний спеціально для них і ними вперше виконаний.
Заслуги Амадеус-квартету і його учасників були оцінені високими державними нагородами Великої Британії, Австрії й Німеччині. Спогади про роботу квартету і його учасників опубліковані дружиною скрипаля Нісселя Мюріель Ниссель під назвою «Замужем за Амадеєм: Життя зі струнним квартетом» (Лондон, 1996).